# Friand
Pour les articles homonymes, voir Friand (homonymie).
Le friand peut être : 

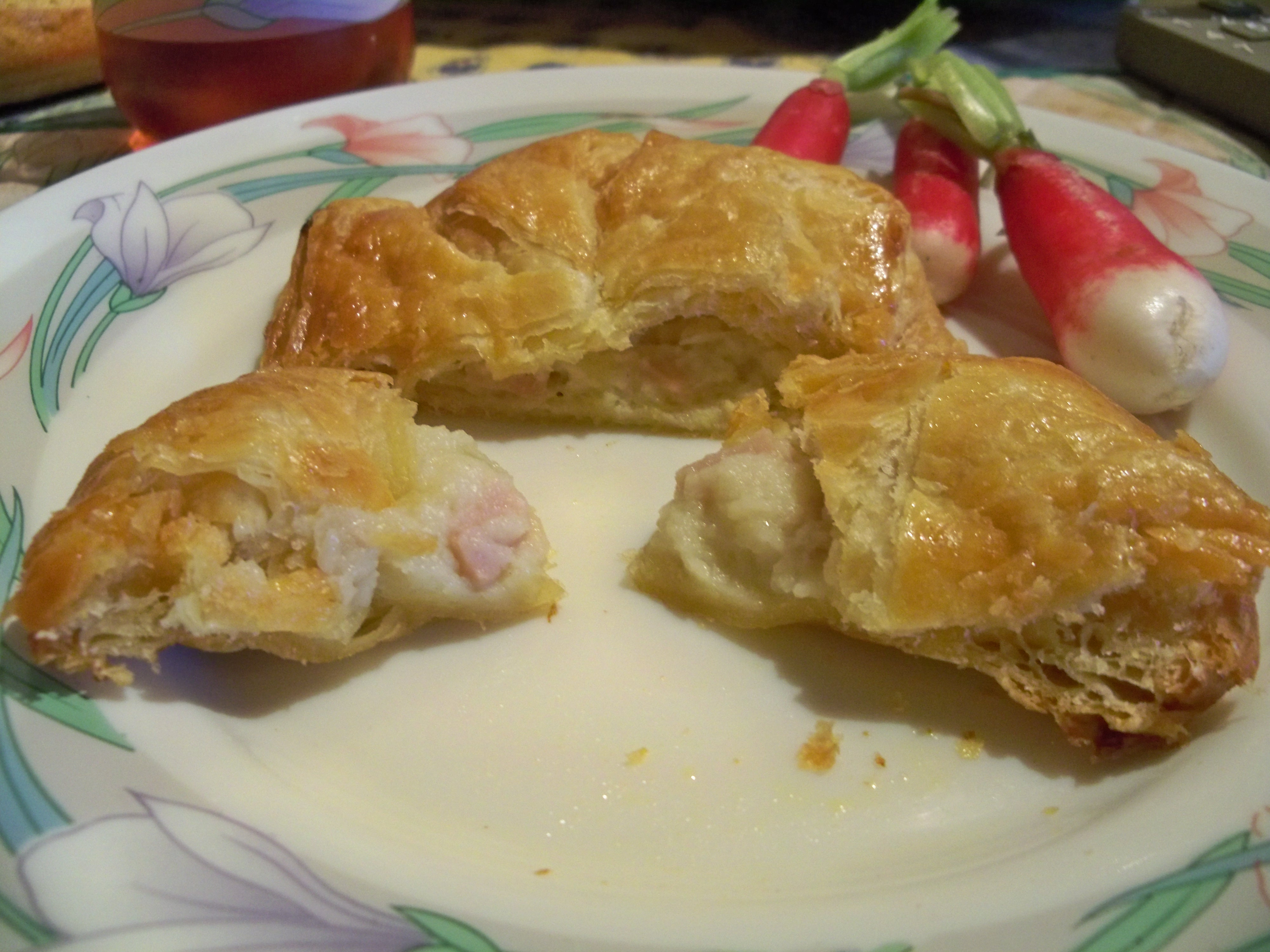
Friand au jambon et au fromage de chèvre.

- une charcuterie pâtissière salée, composée de pâte feuilletée et garnie de préparations très variées appelées « appareil[2] ». Le friand est couramment en forme de petit pain roulé et fourré d'un hachis mixte (chair à saucisse, viande hachée, jambon ou  fromage[3]…). Le friand est servi en entrée, en amuse-gueule ou en encas avec une salade verte ;
- différentes pâtisseries sucrées, souvent à base d'amande ou de pâte d'amande, additionnées de beurre et de farine et parfumées d'un alcool comme le kirsch[4]. En forme de barquette ou de lingot, le friand sucré est proche du financier[3].